# Asuaju de Sus
Asuaju de Sus (Felsőszivágy en hongrois) est une commune roumaine du județ de Maramureș, dans la région historique de Transylvanie et dans la région de développement du Nord-Ouest.

## Géographie
Asuaju de Sus est située dans le sud-ouest du județ, à 40 km de Baia Mare, la préfecture du județ, au bord de la rivière Asuaj, affluent de la Sălaj.
La commune se compose de deux villages, Asuaju de Sus (1 011 habitants en 2002) et Asauju de Jos (604 habitants en 2002).

## Histoire
La première mention écrite du village date de 1424.
La commune a fait partie du Comitat de Szatmár dans le Royaume de Hongrie jusqu'en 1920, au Traité de Trianon où elle fut attribuée à la Roumanie avec toute la Transylvanie.

## Religions
En 2002, 87,3 % de la population était de religion orthodoxe, 7,6 % était pentecôtiste et 4,3 % appartenait à l'Église grecque-catholique roumaine.

## Démographie
En 1910, la commune comptait 2 465 Roumains (93,7 % de la population totale) et 162 Hongrois (6,2 %).
En 1930, la commune comptait 2 598 Roumains (97,8 %) et 44 Hongrois (1,7 %).
En 2002, 1 604 Roumains habitaient Asauju de Sus, soit 99,3 %.
| 1880  | 1900  | 1910  | 1930  | 1956  | 1977  | 1992  | 2002  | 2007  |
| ----- | ----- | ----- | ----- | ----- | ----- | ----- | ----- | ----- |
| 2 187 | 2 448 | 2 630 | 2 656 | 2 567 | 2 402 | 1 793 | 1 615 | 1 581 |

## Économie
L'économie de la commune est basée sur l'agriculture (3 065 ha de terres agricoles) et sur la forêt (2 505 ha de forêts).